# Маріо Ескобар
Маріо Альберто Ескобар Тока (ісп. Mario Alberto Escobar Toca, нар. 19 вересня 1986) — гватемальський футбольний арбітр, арбітр ФІФА з 2013 року.

## Кар'єра
Судить матчі Національної ліги Гватемали.
15 травня 2019 року Ескобар був офіційно обраний одним з арбітрів Золотого кубка КОНКАКАФ 2019 року в Коста-Риці, Ямайці та США, відсудивши в тому числі фінал турніру між Мексикою та США.
Ескобар також був одним із арбітрів юнацького чемпіонату світу 2019 року у Бразилії.
У кінці 2020 року відсудив фінал Ліги чемпіонів КОНКАКАФ 2020 року між мексиканським УАНЛом та американським «Лос-Анджелесом» (2:1), а на початку наступного був одним з арбітрів Клубного чемпіонату світу в Катарі. 
У 2022 році обраний арбітром на ЧС 2022 у Катарі.